# アハウ
アハウ（ajaw, ahau[ɑːˈxaʊ], 「主」）は、碑文から証明された先コロンブス期のマヤの政治的称号である。また、マヤの祭祀暦であるツォルキンの20日目の名前でもあり、この日に支配者のカトゥン終了の儀式が行われる。

マヤ暦のツォルキンサイクルの20日目、アハウの表語文字(このバージョンは、多くの碑文での典型である)

## バックグラウンド
この単語は、いくつかのマヤの言語から知られており、コロンブス以前に使用されていた言語(古典マヤ語など)と、それらの現代の子孫言語(若干の違いが見られる場合がある)の両方で知られている。"Ajaw"は、1994年にグアテマラのAcademia de Lenguas Mayasによって提唱された、マヤ語の正書法の標準改訂版で、現在のマヤ学者に広く採用されている正書法による、現代化された表記である。この標準化の前は、16世紀のユカテク(Yucatec)・マヤ語(現在は現代風に直してYukatekと表記する)のスペイン語転写風の正書法に従って、"Ahau"と書くのが一般的だった。
マヤ象形文字の書記体系では、ajawという単語は、表語文字で綴られる場合と、音節単位で綴られる場合とがある。どちらの場合も、かなりの数の異形のグリフが知られている。当然ながら、支配者の絵がより抽象的な日の記号の代わりになることがある。

## 意味
アハウは、ある特定の政体における貴族の有力者層のいずれかを示した。その意味は、「指導者」、「支配者」、「領主」、「王」、「女王」など、個人によってさまざまに表現され、一人の人間に限定されるものではなかった。アハウは宗教的な活動を行うので、マヤの聖職者の一員を示すこともあった。kʼuhul ajaw(クフル・アハウ「神聖なる君主」)という変種は、ある政体の主権的指導者を示すが、アハウが支配する領土と影響力の範囲はかなり異なる。クフル・アハウは理論上、他の人物、王朝、国家の支配権を認めた人物にも適用されることがある。この称号がコバーのカウィール・アハウ(AD640-681)のような女性の統治者に与えられた場合、その性別を示すためにIx（イシュ、「女性」）の記号が前置されることもあった。

## 初期の証拠
現代のグアテマラに位置する古典期マヤの都市ホルムルに関連するコの考古学的遺跡は、最古のマヤ支配者の王家の墓と思われるものを誇っている。この墓の年代は紀元前350～300年である。マヤ低地におけるアハウ制度の最古の証拠が含まれている。